# Rodrigue Demeuse
 (novembre 2019).
Si vous disposez d'ouvrages ou d'articles de référence ou si vous connaissez des sites web de qualité traitant du thème abordé ici, merci de compléter l'article en donnant les références utiles à sa vérifiabilité et en les liant à la section « Notes et références ».
Rodrigue Demeuse, né le 18 septembre 1992 à Liège (Belgique), est un homme politique belge membre du parti Ecolo, député au Parlement de Wallonie, au Parlement de la Fédération Wallonie-Bruxelles, et sénateur.

## Parcours

### Scolaire et professionnel
Originaire de Huy, Rodrigue Demeuse effectue ses études secondaires de 2004 à 2010 au Collège Saint-Quirin de Huy. Il est ensuite diplômé de la Hobbs High School (Nouveau Mexique, USA) en 2011.
Juriste de formation, Rodrigue Demeuse réalise un bachelier en droit à l’Université de Namur avant de rejoindre l’Université de Liège et obtenir un master de droit à finalité droit public et administratif en 2016. Par après, il effectue un master complémentaire en droit fiscal à l’Université de Liège-HEC.
Après sa formation, il devient avocat au Barreau de Liège et assistant en droit constitutionnel à l’Université de Namur à partir d’octobre 2016.

### Militant et politique
Rodrigue Demeuse intègre très tôt la section des jeunes du parti Ecolo, Ecolo J. En 2012, alors âgé de 20 ans, il est élu au Conseil Communal de la ville de Huy. Il devient en 2018 le chef du groupe écologiste au niveau communal. Entre 2014 et 2019, il siège également au conseil d’administration du Centre Hospitalier Régional de Huy.
Aux élections régionales de 2019, il se présente comme tête de liste Ecolo pour la circonscription électorale de Huy-Waremme. Le 26 mai 2019, il devient député de la 10e législature du Parlement wallon (2019-2024) et devient également, de facto, député au Parlement de la Fédération Wallonie-Bruxelles dès le 18 juin 2019. Le 4 juillet 2019, Rodrigue Demeuse prête serment devant le Sénat de Belgique (57e législature). Il devient ainsi l’un des plus jeunes députés et sénateurs de Belgique, à l’âge de 26 ans.
De 2019 à 2024, au sein du Parlement de Wallonie, Rodrigue Demeuse siège au sein de la Commission du logement et des pouvoirs locaux, ainsi qu’au sein de la Commission du budget et de la fiscalité. Comme représentant au Parlement de la Fédération Wallonie-Bruxelles, il est membre de la Commission de l’enseignement supérieur, de la jeunesse et des sports. Au Sénat, il occupe la fonction de président de la nouvelle Commission du Renouveau démocratique, de la Citoyenneté et des Affaires internationales. Il est également vice-président de la délégation belge à l'Assemblée parlementaire de l’OTAN, où il occupe la fonction de rapporteur général.
Rodrigue Demeuse se représente comme tête de liste de la circonscription de Huy-Waremme pour les élections régionales de juin 2024. Il est également candidat-bourgmestre et tête de liste du Mouvement citoyen Huy en Commun pour les élections communales d’octobre 2024.

## Engagements
Rodrigue Demeuse fait du combat pour davantage de participation citoyenne dans la chose publique l’une de ses priorités, et ce au niveau communal, régional, mais également national où il fait avancer l’idée d’intégrer des panels citoyens au sein du Sénat.
La jeunesse est également l’un des combats de Rodrigue Demeuse. Il dit vouloir être un « relais de la génération climat » au sein des différentes assemblées dans lesquelles il siège. Ainsi, il souhaite réconcilier la jeunesse avec la politique en intégrant celle-ci aux décisions qui sont prises, et ce à tous les niveaux de pouvoir. En parallèle, Rodrigue Demeuse se bat pour l’accompagnement des jeunes dans l’enseignement supérieur afin de leur permettre, notamment, une meilleure accessibilité et de lutter contre la précarité étudiante.
Investi dans la question de la transition énergétique, Rodrigue Demeuse fait notamment avancer la cause du logement, en promouvant la mise en place de mesures visant à améliorer l’isolation des logements et ce afin de faire baisser la facture des ménages, tout en favorisant la transition écologique.
Au niveau local comme régional, Rodrigue Demeuse promeut la question de la mobilité, notamment en ce qui concerne les usagers faibles. Il va notamment œuvrer à la prolongation de la ligne RAVeL 127 de Huccorgne à Huy, ainsi qu’à la finalisation de la liaison Tihange-Tinlot. Avec le TEC, il va également contribuer à renforcer et à étendre les lignes de bus Express sur le territoire wallon, avec la création de nouvelles lignes entre Huy et Waremme et entre Waremme, Hannut et Namur.